# Peter Küspert

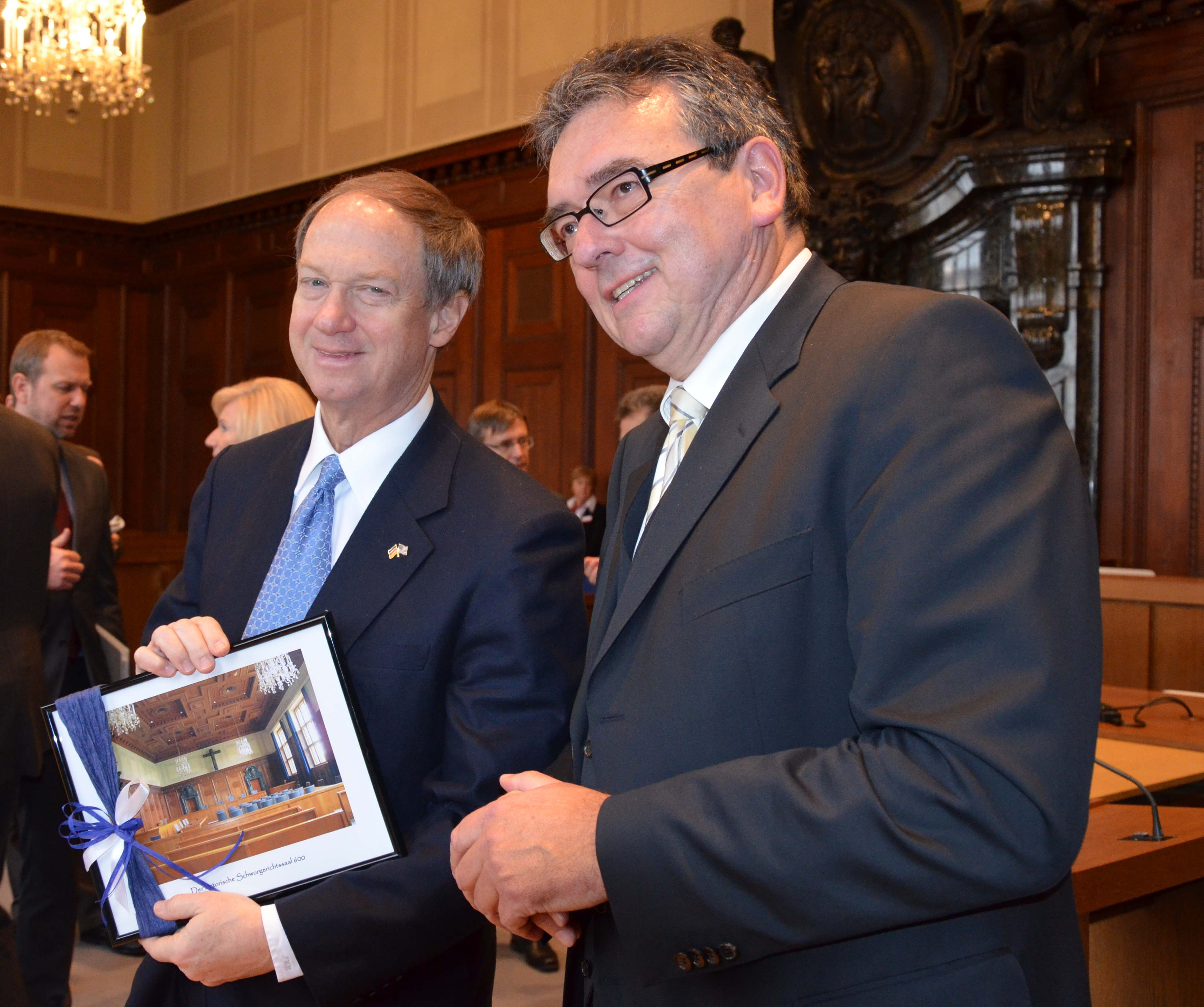
John B. Emerson und Peter Küspert (2013, rechts)

Peter Küspert (* 13. September 1955 in Hof) ist ein deutscher Jurist. Von 2011 bis 2015 war er Präsident des Oberlandesgerichts Nürnberg. Von März 2015 bis September 2021 war er Präsident des Oberlandesgerichts München und des Bayerischen Verfassungsgerichtshofes.

## Karriere
Peter Küspert begann 1983 seine juristische Karriere in der Justiz des Freistaates Bayern als Richter am Amtsgericht Wolfratshausen und am Amtsgericht Garmisch-Partenkirchen. Nach mehreren Jahren Tätigkeit im Bayerischen Staatsministerium der Justiz wurde er 2003 Präsident des Landgerichts Regensburg. Im Jahre 2010 ging er wieder in das Justizministerium und wurde als Ministerialdirigent der Leiter der Personalabteilung. Am 1. Oktober 2011 wurde er zum Präsidenten des Oberlandesgerichts Nürnberg berufen. Im November 2014 wurde er als Nachfolger von Karl Huber mit Wirkung zum 1. März 2015 zum Präsidenten des OLG München ernannt. Zum Nachfolger als Präsident des OLG Nürnberg wurde der Generalstaatsanwalt Christoph Strötz ernannt. Im Dezember 2014 wurde er auch als Präsident des Bayerischen Verfassungsgerichtshofs zum Nachfolger Karl Hubers gewählt, der Ende Februar 2015 in den Ruhestand trat. Im September 2021 trat Küspert selbst in den Ruhestand.
Seit 2021 fungiert Küspert als Vorsitzender des Universitätsrats der Universität Regensburg und als 2. Vorsitzender der Juristischen Studiengesellschaft Regensburg e. V.
Seit Dezember 2023 ist er Teil einer Untersuchungskommission des österreichischen Justizministeriums, die politische Einflussnahmen auf die österreichische Justiz untersuchen soll. Im Januar 2025 wurde Küspert vom bayerischen Justizministerium zum Vorsitzenden der Kommission zur Aufklärung der Misshandlungsvorwürfe in der JVA Gablingen berufen.

## Privatleben
Peter Küspert ist verheiratet und lebt in Regensburg.

## Auszeichnungen
- 2017: Bayerische Verfassungsmedaille in Silber
- 2019: Matthäus-Runtinger-Medaille

## Veröffentlichungen
- Die parlamentarische Kontrolle des Regierungshandelns in der Rechtsprechung des Bayerischen Verfassungsgerichtshofs, Monographie, 2018, Nomos-Verlag, ISBN 978-3-8487-5440-3

## Öffentliche Äußerungen
- Interview mit Peter Küspert im Bayerischen Fernsehen vom 23. Mai 2017
- Besuch des Landratsamts Passau vom 8. November 2018
- Kanzelrede der Evangelischen Akademie Tutzing von Peter Küspert vom 10. März 2019
- Küspert: Bayerische Verfassung ist der Kitt der Gesellschaft vom 10. März 2019
- Die Verfassung, die uns verbindet vom 11. März 2019